# Toma-Florin Petcu
Toma-Florin Petcu (ur. 29 kwietnia 1978 w Giurgiu) – rumuński polityk, menedżer i urzędnik państwowy, parlamentarzysta, w latach 2017–2018 minister młodzieży i sportu.

## Życiorys
W 2001 ukończył studia pierwszego stopnia z inżynierii hydrotechnicznej na Universitatea Tehnică de Construcții București, zaś w 2006 został magistrem zarządzania publicznego na Akademii Studiów Ekonomicznych w Bukareszcie. Kształcił się także w szkole wojskowej Jandarmeriei Române de la unitate Roșu, początkowo pracował w firmie CN-APDF-SA. Pomiędzy 2008 a 2013 był dyrektorem AEP Giurgiu-Port (jednego z największych portów rzecznych w kraju). Kierował także  CNF Giurgiu-Nav oraz jednym z działów w AAAS, instytucji zarządzającej zasobami państwowymi. Od 2014 do 2015 był prezesem okręgowej agencji ochrony środowiska (ANPM).
Związał się z Sojuszem Liberałów i Demokratów: kierował jego strukturami w okręgu Giurgiu, a od 2015 był wiceprzewodniczącym partii. W latach 2013–2014 zajmował stanowisko zastępcy prefekta okręgu Giurgiu. W 2016 wybrano go do Izby Deputowanych. 4 stycznia 2017 powołany na stanowisko ministra energii w rządzie Sorina Grindeanu, zachował je także w gabinecie Mihaia Tudosego. Zakończył pełnienie tej funkcji w styczniu 2018. W 2020 uzyskał mandat senatora z listy Partii Narodowo-Liberalnej.
W 2024 wybrany na urząd przewodniczącego rady okręgu Giurgiu.